# Reuben Agboola
Reuben Agboola était un footballeur nigérian né le 30 mai 1962 à Camden en Angleterre.